# (9573) Matsumotomas
(9573) Matsumotomas (1988 UC) – planetoida z pasa głównego asteroid okrążająca Słońce w ciągu 4,99 lat w średniej odległości 2,92 j.a. Odkryta 16 października 1988 roku.